# Adam Moltke-Huitfeldt (født 1954)
 Der er flere personer med dette navn, se Adam Moltke.
Adam Carl greve Moltke-Huitfeldt (født 22. august 1954 i København) er en dansk godsejer.
Han er søn af greve, ambassadør Adam Moltke-Huitfeldt og hustru, er uddannet merkonom og arvede 1991 hovedgården Espe, som han siden 1977 havde været medejer af. Han er hofjægermester og har siden 2009 været kammerherre.